# Capanna Cristallina
Capanna Cristallina (także dawniej: Camosci, niem. Cristallinahütte) – wysokogórskie schronisko turystyczne, położone na wysokości 2575 m n.p.m., zlokalizowane na przełęczy Cristallina w szwajcarskich Alpach Lepontyńskich, należące do Club Alpino Svizzero (Szwajcarskiego Klubu Alpejskiego).

## Historia

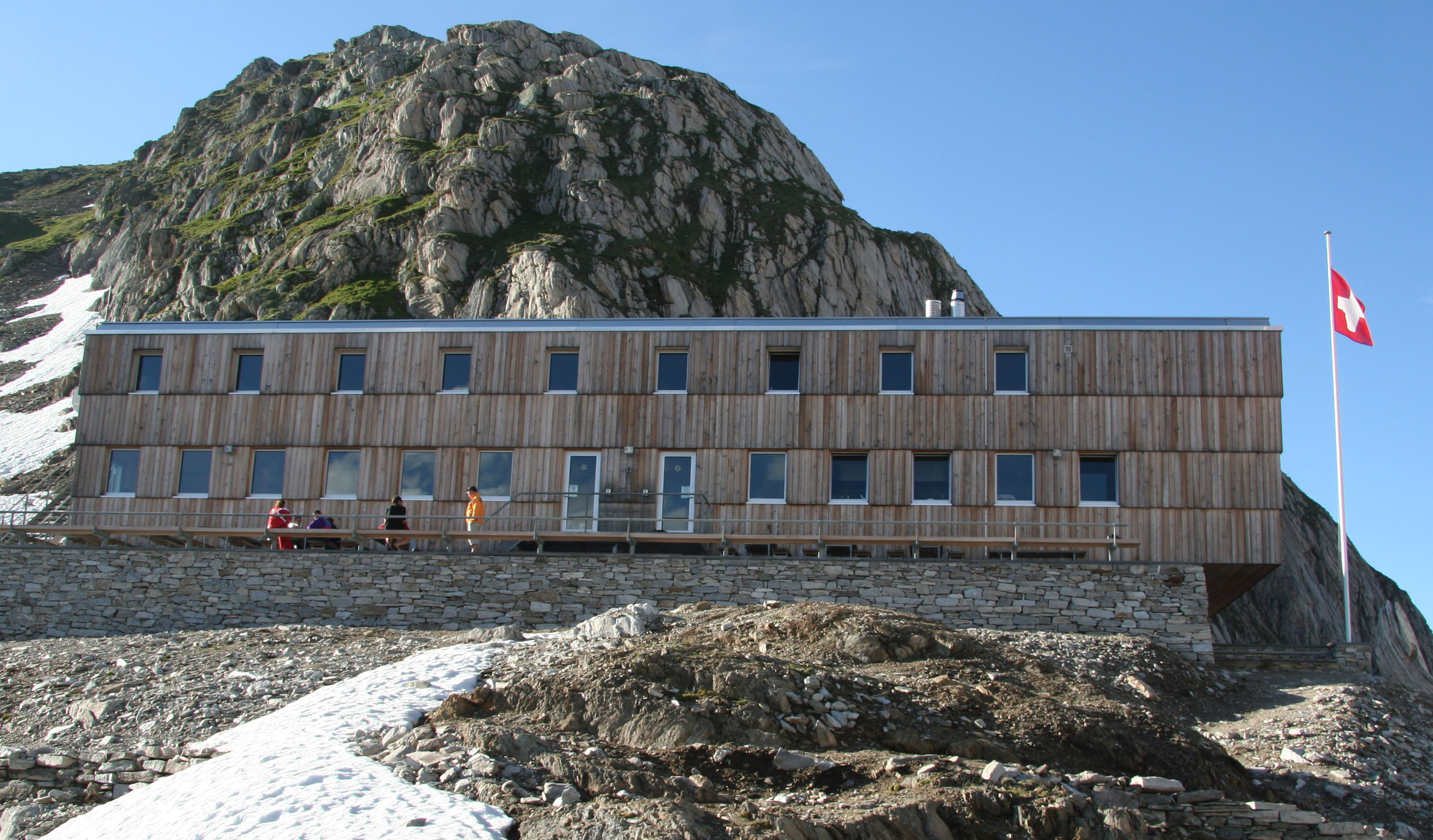
Widok elewacji wejściowej

### Stare schronisko (Camosci)
W latach 1926–1929 zbudowano we Włoszech drogę z Val Formazza do Passo San Giacomo. Wzbudziło to szereg podejrzeń w Szwajcarii - Szwajcarski Sztab Generalny uznał, że faszyści włoscy mogą najechać przełęcz Świętego Gottharda poprzez dolinę Formazza. Hipoteza ta została później potwierdzona, bowiem odkryto studium operacyjne w tym zakresie z 1940 roku, podpisane przez generała Mario Vercellino. Od lat trzydziestych na przełęczy San Giacomo i All'Acqua, a także na całym sąsiadującym obszarze, budowano fortyfikacje, a także wzniesiono kilka schronisk wysokogórskich, które pozwoliły żołnierzom szwajcarskim strzec traktów przez Alpy. Kiedy Club Alpino Svizzero podjął decyzję o budowie pierwszej chaty na przełęczy Cristallina (1942), w okolicy znajdowały się już koszary, a także kolej linowa, która prowadziła tutaj z Ossasco przez Bassa di Folcra. Kilkanaście innych schronisk (ślady są nadal widoczne w terenie), znajdowało się w pobliżu grzbietów, pomiędzy Passo San Giacomo i Passo del Naret. W 1943 roku, na rozkaz dowódcy Ganssera (stacjonował on  ze swym oddziałem tam, gdzie funkcjonowała stara chata, w trzydzieści dni wybudowano schronisko "Camosci". Schronisko położone bezpośrednio pod szczytem Cristalliny mogło pomieścić do czternastu żołnierzy odpowiedzialnych za monitorowanie przestrzeni powietrznej w rejonie przełęczy Gottharda i kierowanie ogniem artyleryjskim. Schronisko spoczywało na niestabilnym podłożu. Budynek utrzymuje się jeszcze w stabilności dzięki posadowieniu na wiecznej zmarzlinie. Dostęp do niego jest niebezpieczny. 

### Nowe schronisko
Nowe, duże schronisko górskie Clubu Alpino Svizzero zbudowano na często uczęszczanym po II wojnie światowej przejściu z Val Bavona do Val Bedretto. Obiekt powstał w 2003, a zaprojektowali go architekci Nicola Baserga i Christian Mozzetti nieco na południe od chaty "Camosci" z 1943. Podłużny budynek w jasnych barwach dysponuje widokiem na jezioro Robièi, lodowiec Basodino i (po drugiej stronie) na Madone na Tödi i Piz Terri. Zwykle jest to przystanek etapowy podczas wędrówek na przełęcz Ticino, ale schronisko jest równie popularne, jako punkt wyjścia dla wycieczek wysokogórskich w różne miejsca, jak również na wyprawy narciarskie. Posiada 120 miejsc noclegowych w salach sypialnych oraz duży refektarz z zewnętrznym tarasem. Schronisko działa w sezonie letnim od końca czerwca do połowy października, a zimą opiekun jest obecny przy dobrych warunkach pogodowych, w weekendy, święta oraz przy rezerwacjach grupowych. 